# ジョーダン・コンロイ
ジョーダン・コンロイ（Jordan Conroy、1994年3月10日 - ）は、アイルランドのラグビー選手。

## プロフィール
- アイルランド・タラモア出身[1]。
- ポジションはウィング(WTB)。
- 身長 183cm、体重 92kg

## 略歴
2017年、コナートに加入。 
2021年、東京五輪の7人制アイルランド代表に選ばれた。
2024年、パリ五輪の7人制アイルランド代表に選ばれた。